# Pittheides chloauchena
Pittheides chloauchena är en fjärilsart som beskrevs av Holland 1893. Pittheides chloauchena ingår i släktet Pittheides och familjen tandspinnare. Inga underarter finns listade i Catalogue of Life.